# Villa Maurice-Alice
La maison de botaniste dite villa Maurice-Alice est une villa du patrimoine architectural de Cannes. Construite en 1875 par Charles Baron pour Pierre Alphonse Martin Lavallée, elle est acquise en 1931 par la commune et transformée en école publique. 

## Localisation
La villa est située sur la parcelle cadastrale 1981 CY 69 au numéro 68 de l'avenue du maréchal Galliéni dans le quartier Carnot de la ville de Cannes dans le département des Alpes-Maritimes en région Provence-Alpes-Côte d'Azur. Elle constitue le bâtiment initial du groupe scolaire du même nom implanté du 68 au 72 de l'avenue. 

## Historique
Le dendrologue Pierre Alphonse Martin Lavallée, créateur de l'arboretum (en) du château de Segrez, achète en 1880 à Edward Herbert Wood, propriétaire anglais, un terrain de 20 000 m2 situé aux abords du chemin rural du Cannet, aujourd'hui avenue du maréchal Galliéni dans le quartier Carnot de Cannes. Les anciens quartier de la Peyrière et de Saint-Nicolas sont alors couverts de champs d'orangers et d'oliviers et parsemés de quelques villas entourées de parcs et de jardins. La température constante régnant dans l'étroite vallée la fait surnommer « la Madère de France ». L'architecte cannois Charles Baron conçoit le projet de la villa la même année et construit la maison du botaniste au centre de la parcelle.
Les héritiers de Pierre Alphonse Martin Lavallée vendent la propriété en 1916 à un industriel lyonnais, Joseph Mathieu, qui la revend en 1931 à la ville de Cannes, laquelle forme le projet d'y installer un groupe scolaire pour désengorger les écoles du centre-ville devenues insuffisantes pour la population cannoise en pleine expansion. Les locaux de la villa sont aussitôt aménagés pour accueillir deux classes primaires. L'ouverture de deux autres et d'une classe enfantine est programmée pour la rentrée suivante. L'affluence est telle que la création d'une septième classe pour l'école primaire de filles est sollicitée pour la rentrée 1934, le cours supérieur comptant 68 élèves.
Le groupe scolaire implanté du 68 au 72 de l'avenue du maréchal Galiéni est aujourd'hui composé de l'école maternelle Maurice-Alice et des écoles élémentaires Maurice-Alice I et Maurice-Alice II

## Architecture
La maison, de plan et de volumétrie composites et dissymétriques, est construite dans un style éclectique à tendance classique. 
Elle comporte un sous-sol, un rez-de-chaussée surélevé et un étage carré en pierre artificielle, maçonnerie et enduit. Le plan tripartite du corps de logis principal, non traversant, a un axe de symétrie sur le salon central et les deux perrons opposés, en fer-à-cheval, protégés par des parapets ajourés, celui du nord étant surmonté d'une vaste marquise. Le corps secondaire attenant abrite la cuisine au sous-sol et des chambres au-dessus. L'ensemble est complété par une tour de plan rectangulaire couverte d'un lanterneau et d'un dôme. 
Les façades du corps principal sont ordonnancées, avec deux ailes saillantes au nord et deux oriels percés de baies en plein-cintre et couverts en terrasse d'agrément au sud. Les élévations sont ordonnancées et les étages hiérarchisés par des balconnets et des corniches. Celles du troisième niveau sont rythmées par des pilastres doriques. Des refends sont tracés au fer sur celles du deuxième niveau. Le toit de tuile plate mécanique est à longs pans, complété de croupe, lanterneau, dôme et terrasse en ciment. Le bâtiment est implanté au centre d'un vaste jardin d'agrément paysager, de niveau irrégulier, agrémenté d'une grande pièce d'eau et d'une plus petite entourée de rochers artificiels, planté de nombreux arbres parmi lesquels se trouvent des washingtonia robusta. Une avenue de jardin mène à une conciergerie et à un court de tennis. 
Dans les années 1930, le jardin est agrandi au nord au détriment de celui de la villa Rebecca avec lequel il communiquait auparavant, et à l'est pour aménager un potager. Les oriels sont modifiés, la tour détruite, l'aile est est remplacée et des bâtiments scolaires sont construits dans le jardin au milieu du XXe siècle.

## Inscription à l'inventaire général du patrimoine culturel
La maison de botaniste est inscrite en 1983 à l'inventaire général du patrimoine culturel de la région Provence-Alpes-Côte d'Azur au titre du recensement du patrimoine balnéaire de Cannes.